# 満月

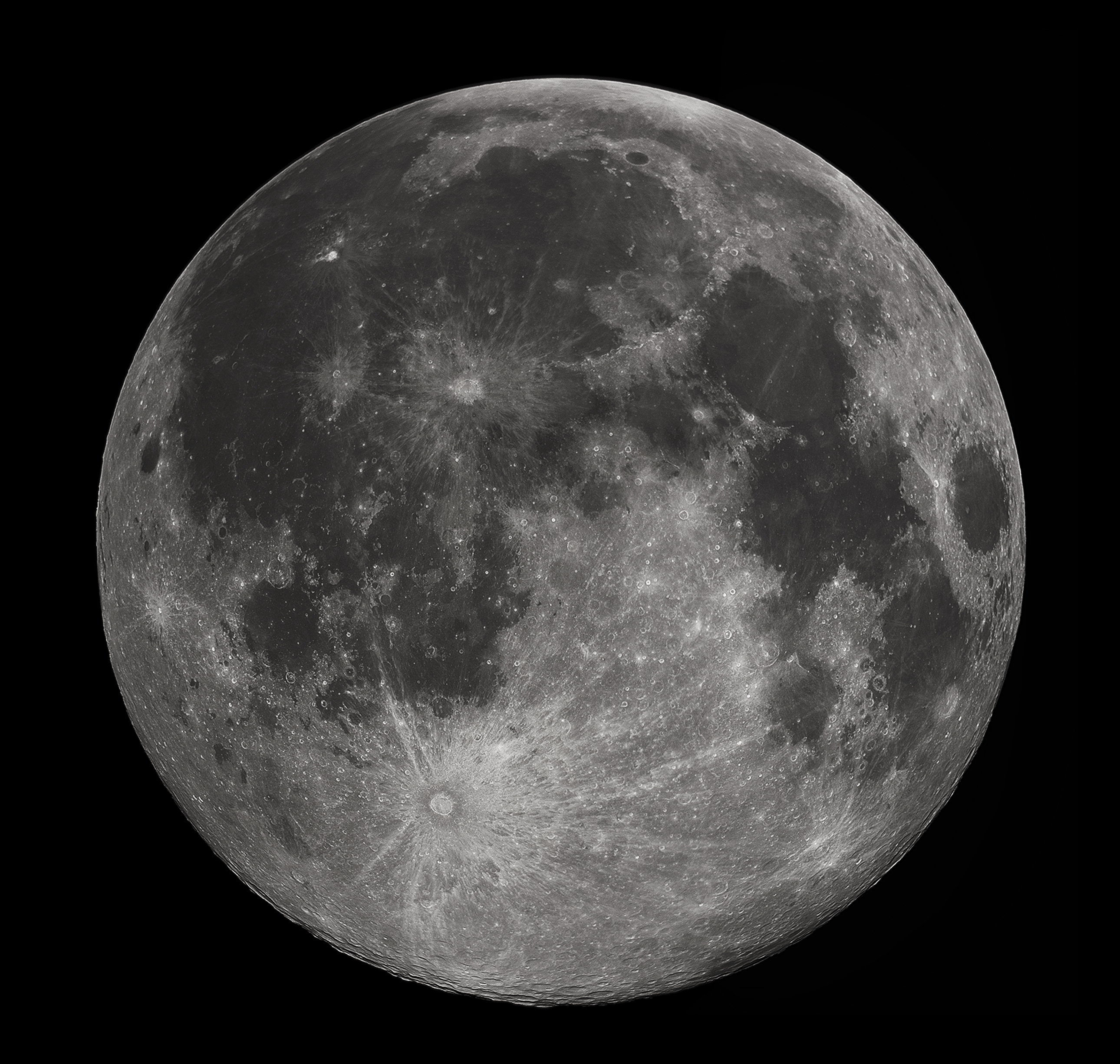
満月の写真。9.25 inシュミット-カセグレン望遠鏡を通して見たもの。

満月（まんげつ、英語：full moon）とは、月と太陽の黄経差が180度となること、あるいはその瞬間。これを望（ぼう）ともいう。またこの時に見られる月の形も指す。望月（ぼうげつ・もちづき）、盈月（えいげつ）ともいう。月齢は約13.9〜15.6までの値を取り、平均では14.8である。月相は14。太陰暦では15日か16日であることが多いので、満月の日の晩を十五夜とも呼んだ。満月は、ほぼ日没とともに東の空に昇り、明け方には西の空に沈む。等級（明るさ）はマイナス12.7等級。

## 天文

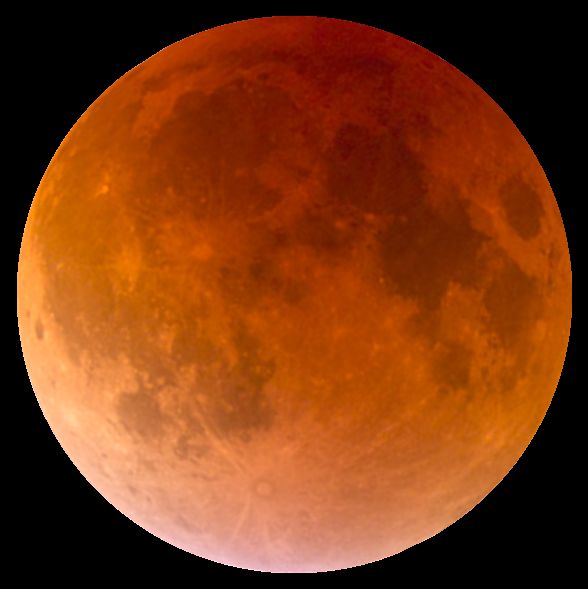
2015年9月28日の皆既月食中の満月の写真。

満月の時、月と太陽は地球を間において反対側にある。これが完全に直線上に乗れば月食が起こる。満月の日周運動は春と秋、夏と冬を逆にした太陽の日周運動とほぼ同じである。日没頃に昇り、夜半に南中し、日の出頃に沈む。日本では、夏は南東から昇って低く南の空を横切る。冬は北に寄り、南中時の満月は天高く位置する。春分・秋分頃は真東あたりから昇り真西あたりに沈む。
満月の月相は14である。月齢は月と太陽の角速度が変動するため一定しないが、平均すれば14.8日（±0.9日、13.9日 - 15.6日）である。したがって、月齢0を1日とする暦（大部分の太陰太陽暦と太陰暦）では、満月は平均して16日の朝7時ごろになる（この時刻はどちらかといえば16日の夜より15日の夜に近い）。このため中国暦では伝統的に15日の夜の月が満月とされ、また15日を望日と呼んだ。

## 地上と文化
満月のときは地形がよく見えるほど地上を明るく照らす。
満月はしばしば鑑賞の対象となり、月見が行われた。特に秋の満月は美しく、旧暦8月15日（中秋節 / 秋夕）は、日本・中国・台湾・韓国・ベトナムなどでは『特別の日』として、年中行事が行われている。
英語圏では、月ごとに異なる満月の呼び名があり、米国Farmers' Almanac（農夫の年鑑）などによって定義されている。日本でも2010年ごろから気象ニュースなどで取り上げられ、特に4月のピンクムーン（英語: pink moon）、6月のストロベリームーン（英語: strawberry moon）、12月のコールドムーン（英語: cold moon）といった呼称が用いられている。
満月には不思議な力があるとも、満月の夜には犯罪が増えるとも言われていて、これを証明するデータも存在しているとされるが統計的には疑わしく、また機序はまったく不明である。

## スーパームーン

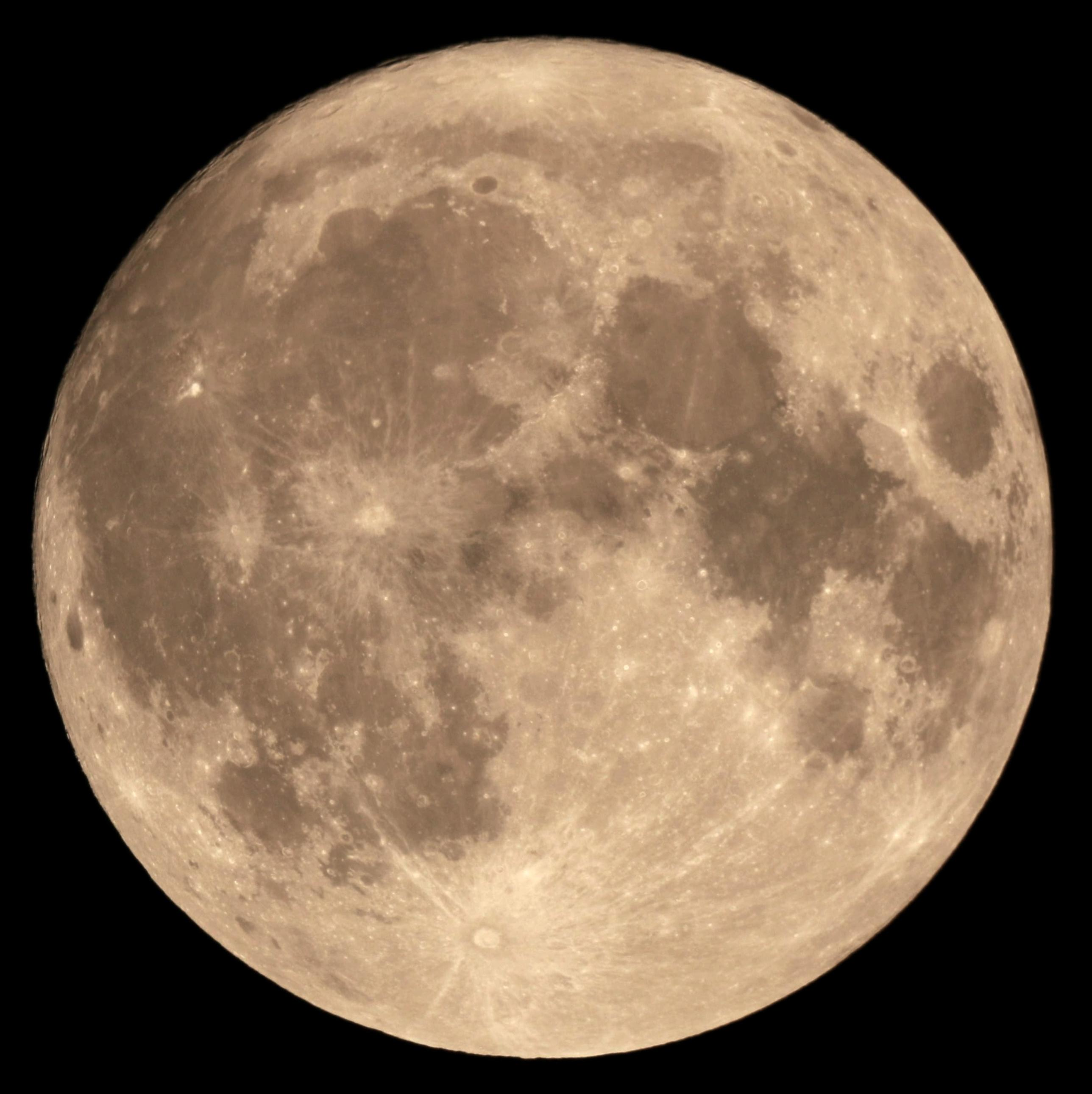
2016年11月14日のスーパームーンは、地球の中心から356511 kmの距離にあり、1948年以来の近さであり、次の同様の接近は2034年となる。

地球を周回する月の公転軌道が楕円のため地球と月の距離は変化しているが、中でも地球に最も近づいたとき（近地点）に満月または新月を迎えることを「スーパームーン」(supermoon) と呼ぶ。満月の場合、天文学界ではPerigee full moon（近地点の満月）とも呼称される。以下、本節では満月時について解説する。
およそ1年に1回のペースで見られるが、年に数回観測できる年もある。また、特に最接近して近地点から前後1時間以内に満月または新月を迎えることを「エクストリーム・スーパームーン」 (Extreme Supermoon) と呼ぶ場合があり、このような満月はおよそ18年に1度の割合で観測できる（1950年以降では、1955年、1974年、1992年、2011年、2014年が該当する）。2011年3月19日のスーパームーン（地球から月までの距離：35万6577km）では、地球から最も遠い距離（遠地点・同約41万km）にあるときの満月と比較して14%大きく見え、30%程明るく観測された（NASAによる観測）。
元々は占星術の概念というのは、誤った概念である。少なくとも「黄道12宮と10惑星」を基本とする古典西洋占星術に於いて「スーパームーン」の概念はない。ただし、昨今占術師たちによって古典西洋占星術をベースとして編み出されているオリジナル占法については、この限りではない。スーパームーンの時には大規模な自然災害や社会的な暴動など不吉なことが起こると一部で騒がれているが、実際には潮位の干満差が少し大きくなる程度で、これらの関連付けは科学的根拠がないものである。ただし、深さ40km以内の比較的浅い地点で起こる地震については、月の引力により断層にかかる力が大きくなればなるほど地震が発生しやすくなるという学説も存在する。また、東京大学の研究チームが潮英科学誌「ネイチャー ジオサイエンス」（2016年9月12日付電子版）に発表した研究結果によると、1万件以上の地震データから潮汐力の強い時期には巨大地震の発生確率が上昇することが示されている（「潮汐#地震との関係」も参照）。